# Igreja da Natividade da Virgem Maria (Vladikavkaz)
A Igreja da Natividade da Virgem Maria na colina da Ossétia (em osseta:  Сыгъдæг Мады Майрæмы райгуырды аргъуан) é a igreja ortodoxa mais antiga de Vladikavkaz e um objeto do patrimônio cultural dos povos da Federação Russa.

## História

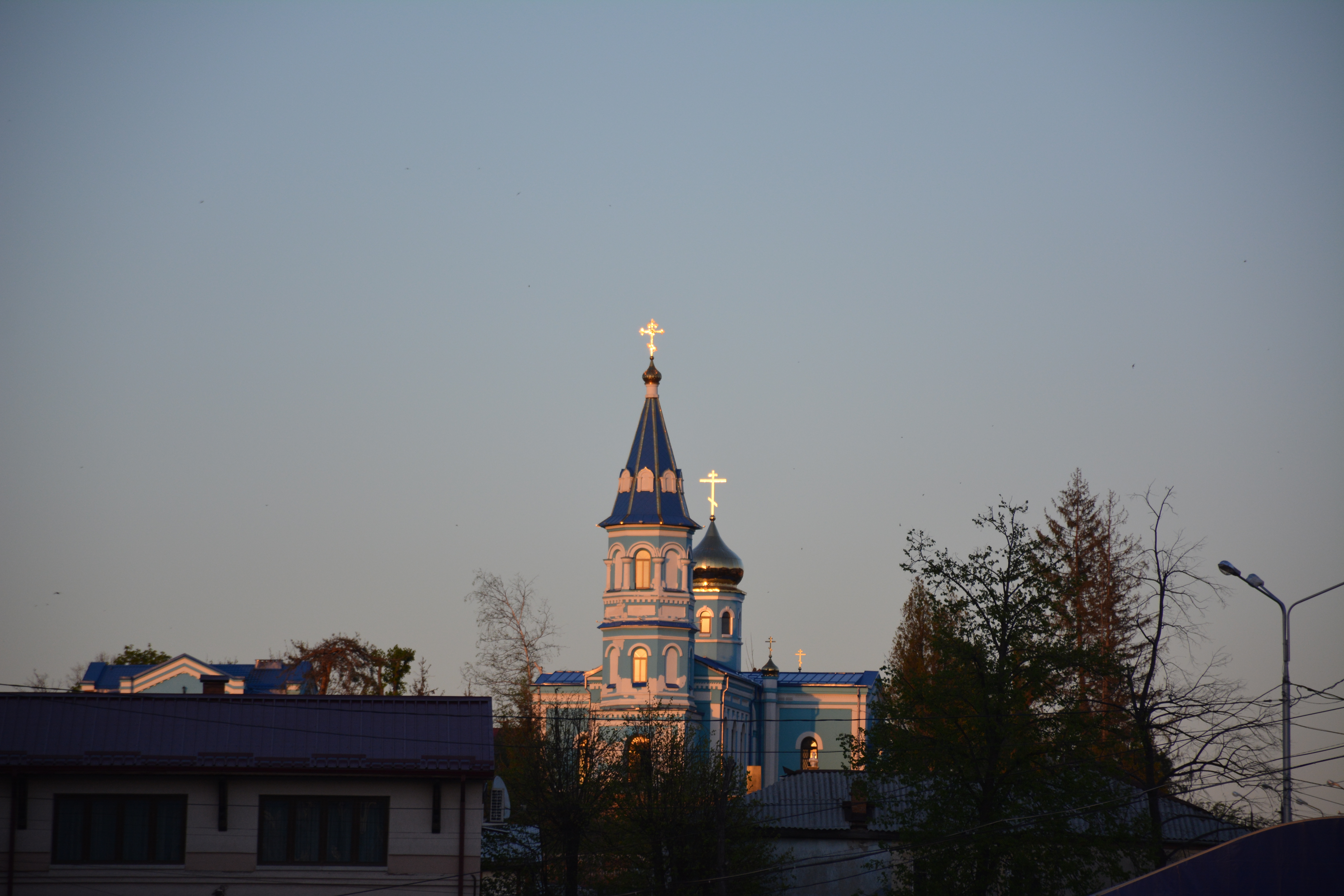
Vista do templo a partir do aterro do rio Terek

A Igreja de madeira da Natividade da Virgem Maria (devido à sua localização na colina da Ossétia da cidade de Vladikavkaz, brevemente referida pelo povo como Igreja da Ossétia) foi fundada e consagrada em 1814-1815. Consistório espiritual da Ossétia. Era originalmente quadrangular, depois cruciforme. Em 1823, um templo de pedra foi construído no local. À medida que a comunidade ortodoxa se expandia, a igreja se expandia junto. Em 1861, em vez de um prédio em ruínas, um novo templo de pedra no estilo clássico foi construído.
A construção foi realizada com a participação do chefe do distrito militar de Vladikavkaz, Barão Vrevsky, General Evdokimov, Coronel Speransky, Príncipe Svyatopolk-Mirsky, outros cidadãos influentes e moradores comuns da cidade. Em 1896, o templo foi ampliado com uma nova extensão e cercado por uma cerca de pedra. Em termos de construção, foi decidido na forma de uma cruz, e uma torre sineira foi organizada na parte ocidental. Dimensões em planta: 28,1 metros - comprimento (incluindo a torre do sino) e largura 20 metros.
Na Igreja da Natividade da Virgem, o arcebispo Alexy (Akso) Koliev, no início da década de 1860, fundou uma escola feminina de 3 classes. 
Em 1890, uma escola paroquial de um andar foi construída no território da igreja da Ossétia. Neste local agora está localizada a escola secundária número 13. 
Em 13 de dezembro de 1931, por decisão da Câmara Municipal, a Igreja da Natividade de Maria (mãe de Jesus) foi fechada. Na década de 1930, toda a parte da cúpula e os sinos foram removidos e destruídos da torre do sino . Resolução da Comissão de Cultos de 22 de março de 1932 o prédio da igreja foi transferido para o departamento da cidade de educação pública para a organização do museu politécnico da cidade. 
Desde 1939, este edifício abrigava o Museu da Literatura Ossétia em homenagem a K. Khetagurova. 

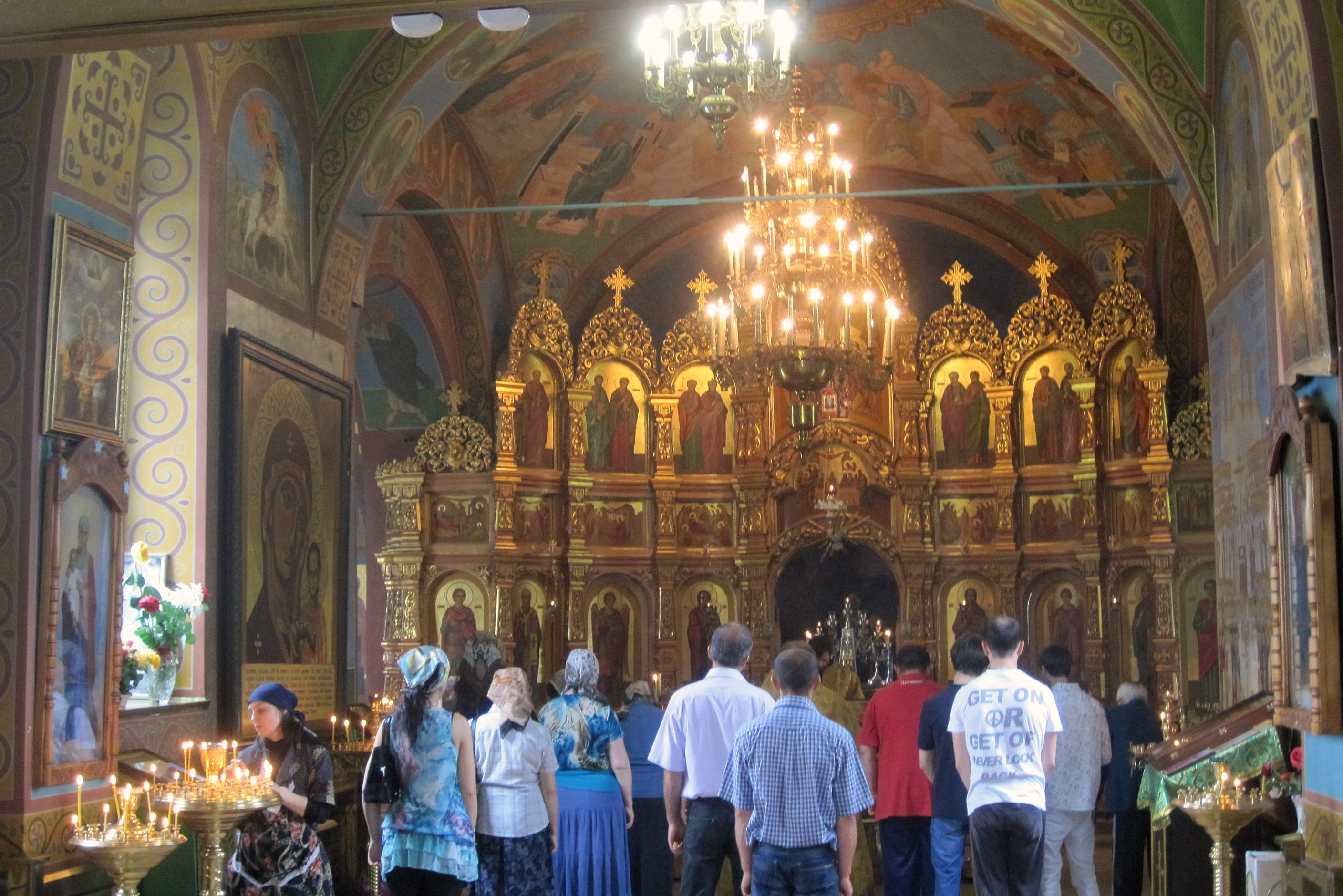
Vista interna da igreja

Em 25 de novembro de 1988, o comitê executivo do conselho distrital de Leninsky dos deputados populares da cidade de Ordzhonikidze examinou a declaração de um grupo de fiéis, que pediram ao comitê executivo que registrasse sua associação religiosa e devolvesse o prédio da antiga igreja ortodoxa da ossétia. Em 13 de abril de 1990, foi adotada a decisão nº 997 do Comitê Executivo do Conselho Municipal de Deputados de Ordzhonikidze “Sobre a transferência do prédio da antiga igreja ossétia de Vladikavkaz e o território adjacente à comunidade religiosa de cristãos ortodoxos”.
Em 21 de setembro de 1993, no dia da Natividade da Virgem Maria e da Festa do Altar, a igreja foi consagrada pelo Metropolita de Stavropol e Vladikavkaz, Gideon. 
Posteriormente, em vez de pequenas salas de utilidade, um amplo complexo administrativo e educacional foi erguido no território do templo. Em 26 de fevereiro de 2009, foi realizada a consagração do novo prédio administrativo, cuja construção durou quatro anos. A consagração foi realizada pelo decano da Igreja Ortodoxa da Ossétia do Norte-Alânia, o arcebispo Vladimir Samoilenko, o reitor da Igreja da Ossétia, o arcebispo Konstantin Dzhioev e o reitor da Igreja de Intercessão, o arcebispo Vladimir Mikhailov. 
No final de 2014, pela primeira vez em 100 anos, a Divina Liturgia na língua ossétia era perfeita na igreja. 
Em 2014-2015, na encosta oeste do território do templo, foi realizado um trabalho para construir um muro de contenção para impedir o processo de subsidência do terreno, o que ameaça a destruição de enterros no território do templo, incluindo o túmulo de Kost Khetagurov. Também nessa época, as cúpulas do templo foram substituídas, uma fonte foi construída, um parapeito semicircular e um terraço de observação no lado oeste do território do templo. 
Em 28 de julho de 2018, na festa do batismo de Rus, um novo batistério foi consagrado. 
A necrópole está localizada na cerca do templo, onde personalidades importantes, que desempenhou um papel significativo na história e cultura do povo da Ossétia, estão enterradas.

## Reitores
- De 1812 a 1847 - desconhecido
- Arcebispo Alexy Koliev (1847-1866)
- Arcebispo Mikhail Sukhiev (1866-1892)
- Arcebispo Alexy Gatuev (1894-1909)
- Arcebispo Harlampiy Tsomaev (1910-1925)
- Padre Manuil Burnatsev (1992-1997)
- Arcebispo Konstantin Dzhioev (desde 1997)

## Galeria de imagens

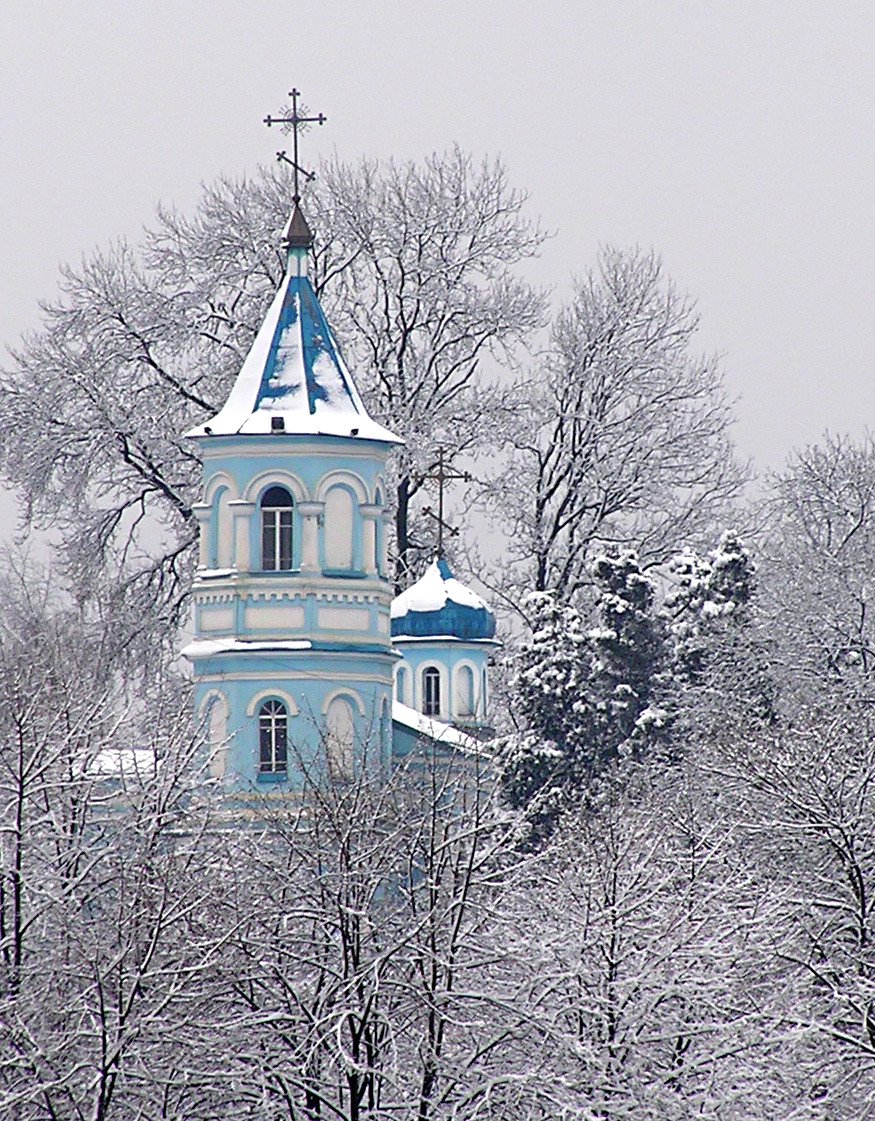
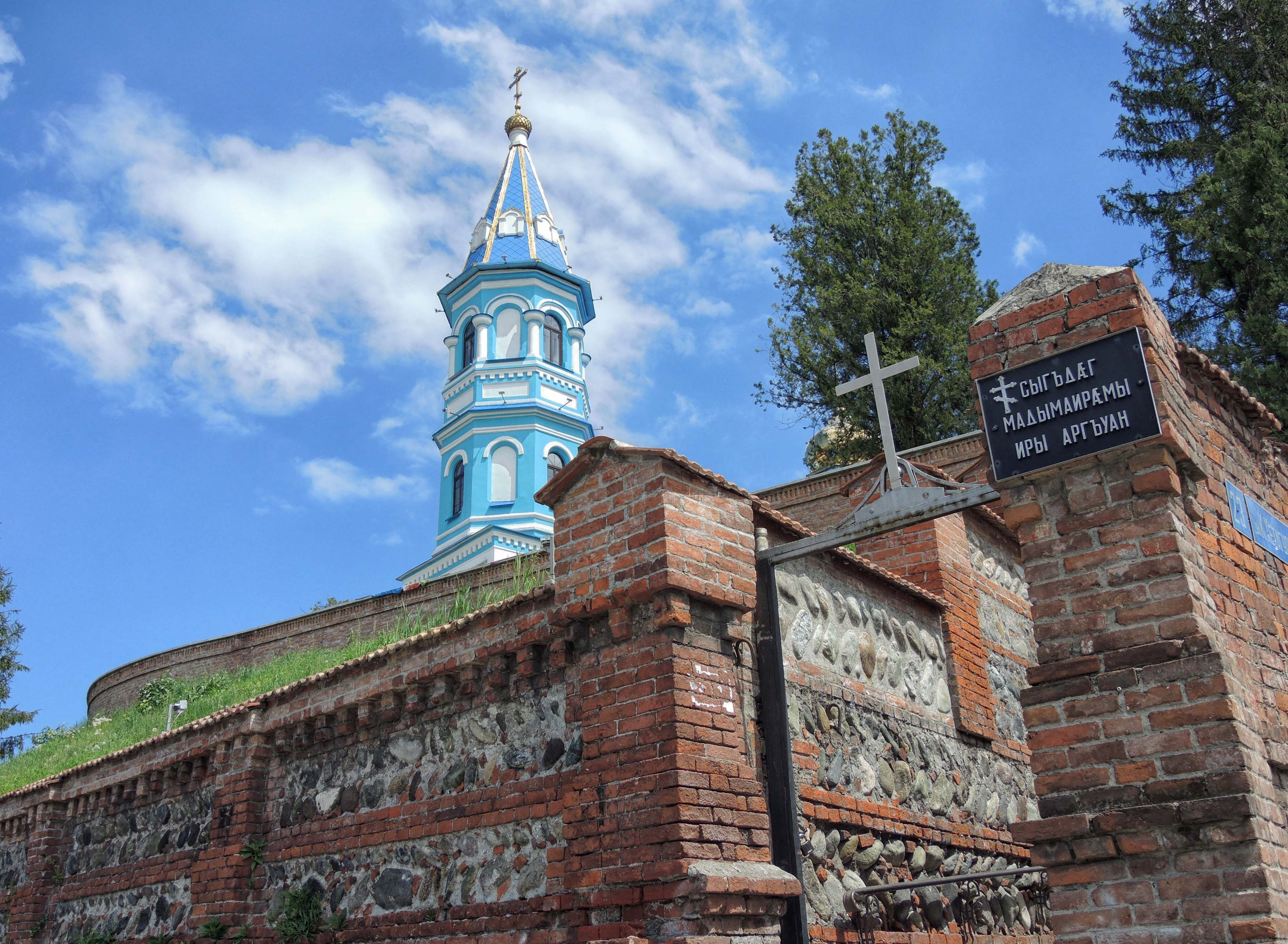
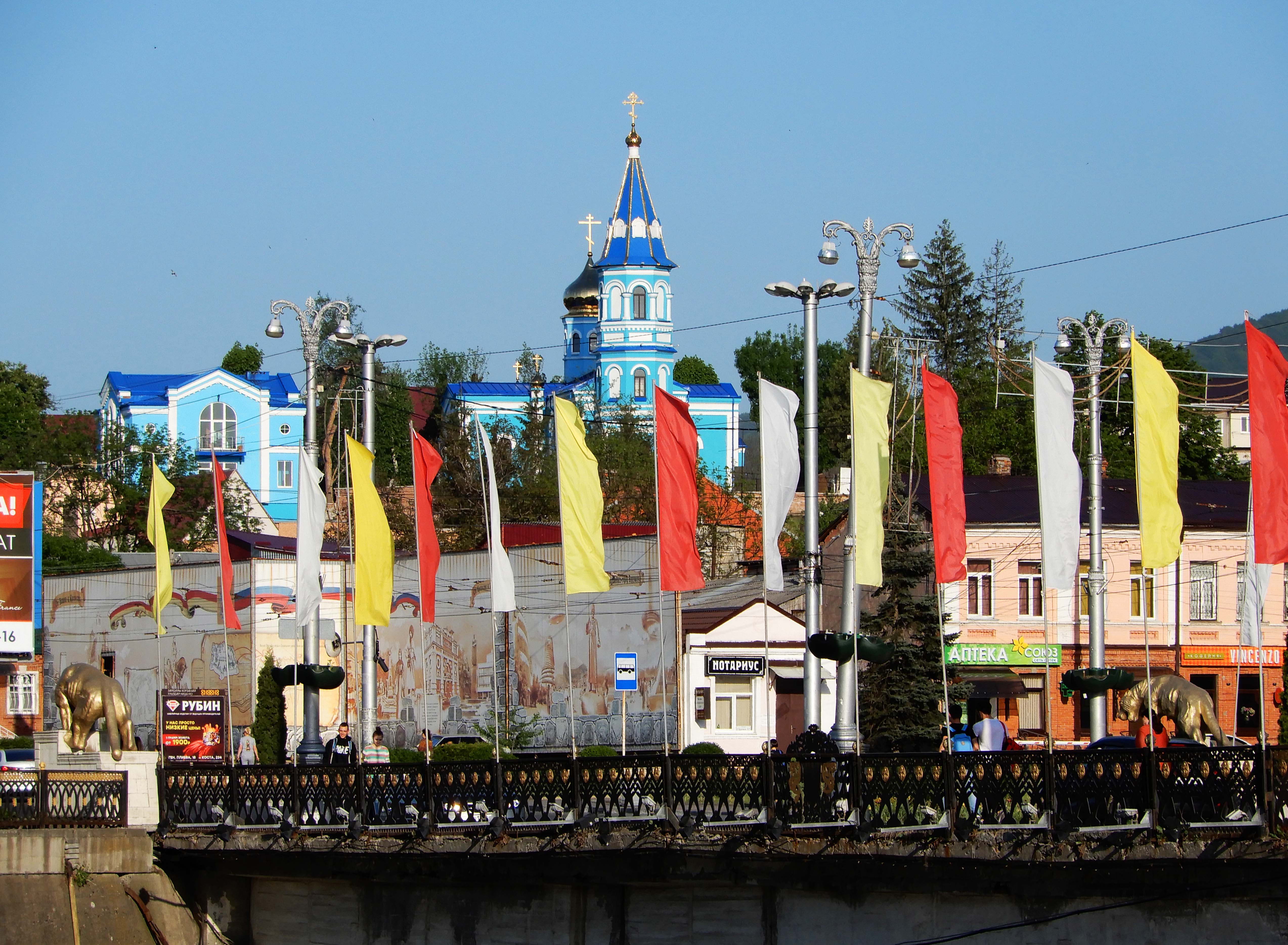
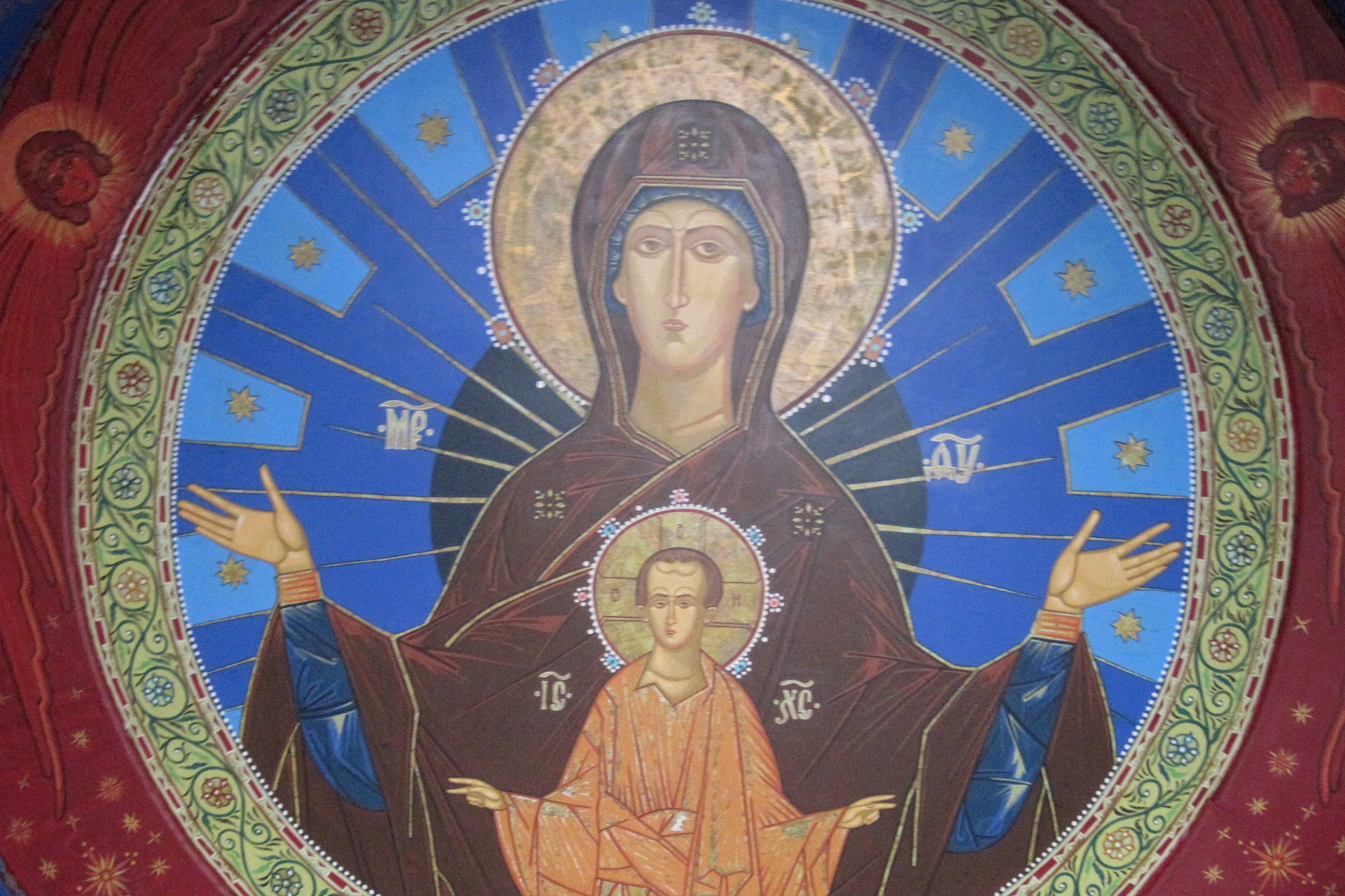